# Свято-Троїцька церква (Богуслав)
Свято-Троїцька церква — православна церква у місті Богуслав  Київської області. Пам'ятка архітектури національного значення. У 2022 році офіційно перейшла з Білоцерківської єпархії МПвУ до Київської єпархії ПЦУ.

## Історія
Свято-Троїцька церква була збудована поруч зі старою дерев'яною. Згідно інформації, наведеної в церковних архівах 1746 року, випливає що дерев'яна Троїцька церква 1739 року «збудована поблизу старої; залізні хрести ще не були підняті на церкву. Коли церква ця зовсім занепала, тоді збудована камінна на тому ж місці, де доти існувала Параскевська церква». Церква Святої Параскеви П'ятниці, збудована в 1747 році на лівому березі річки Рось, де 27 квітня 1826 року, під час великої пожежі, згоріла. Пізніше її місце було обране для побудови нової церкви.   
Будівництво величної святині розпочалося графинею Олександрою Браницькою в 1833 році, але з різних причин затяглося майже на 30 років. Графиня Олександра Браницька згідно даного нею заповіту пожертвувала на спорудження храму 15 тисяч рублів асигнаціями, а Святійший Синод РПЦ та миряни Богуслава пожертвували 2 тисячі рублів. Крім того Синод виділив ще 10 тисяч рублів, але загальна сума суттєво не дотягувала до необхідних, а це понад 31 тисячі рублів. Будівництво було розпочато, але нестача коштів та смерть Олександри Браницької в 1838 році сприяли затриманню та, згодом, тривалому припиненню будівельних робіт. 
Син графині Владислав, котрому за заповітом дістався Богуслав, був католиком та відмовився від продовження будівництва Свято-Троїцького храму. Храм був зведений до вікон і в такому вигляді простояв до 1852 року, коли 
митрополит Київський і Галицький Філарет благословив подальше будівництво святині, але завершено будівництво було лише в 1861 році. Про це головноуправляючий Богуславськими маєтками дворянин Віктор Деко одразу ж повідомив новопризначеного митрополита Київського і Галицького Арсенія, котрим 1862 року й була освячена церква на честь Пресвятої Трійці. 

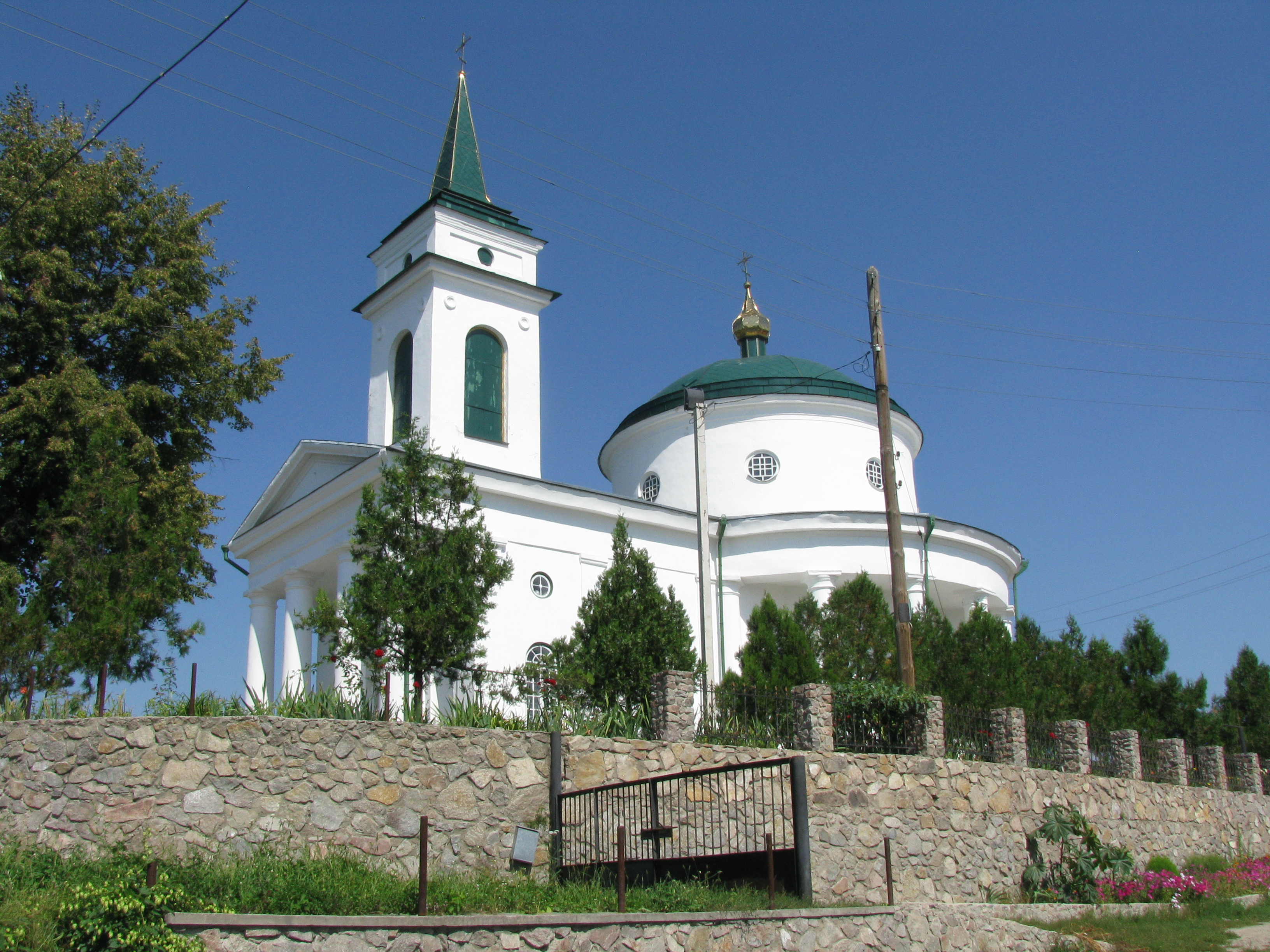
Свято-Троїцька церква

Храм збудовано за проектом невідомого майстра в стилі пізнього класицизму — нетиповому для українських православних храмів. Споруда характерна оточенням колонад, що ведуть на вулицю і площу. Головною частиною храму є ротонда — кругла споруда, оточена колонами і увінчана куполом та складається з двох частин — внутрішньої, якою власне і є ротонда, і зовнішньої, яка складається з абсиди на сході, колонад на півночі і півдні і квадратної дзвіниці зі шпилем на заході. Парадний фасад церкви — чотириколонний портик тосканського ордера. 
Через нетривалий час після освячення храму виникли нові проблеми, зумовлені тривалим будівництвом споруди. Зокрема, з'явилися тріщини на фасаді церкви, а також незабаром виникла потреба у розширенні вівтаря. Так, у 1866 та 1874 роках довелося провести капітальний ремонт, який було завершено лише у травні 1894 року. 
В радянські часи використовувалась як склад для матеріалів та міндобрив. Внаслідок зберігання міндобрив та, зокрема селітри, у приміщенні храму ще й по нині існує підвищена вологість, яка призводить до руйнування стін та потреби в частому ремонті.
Лише на початку 2000-х років церкву було повернуто громаді Богуслава. Тодішній настоятель храму запросив місцевого маляра, який розписував храм протягом декількох років аж до самої своєї смерті. Розписи було зроблено в нововізантійському стилі. 2004 року Завершив справу свого вчителя його учень, який не мав художньої освіти та й пензель тримав перший раз у житті, тому розписи в деяких місцях храму дещо відрізняються за манерою виконання. У 2008 та 2012 роках проводився зовнішній капітальний ремонт храму.
Клірові відомості, метричні книги, сповідні розписи церкви Пресвятої Трійці м-ка Богуслав (приписне с*. Туники) Богуславського пов. Київського нам., з 1797 р. Богуславського, з 1846 р. Канівського пов. Київської губ. зберігаються в ЦДІАК України. http://cdiak.archives.gov.ua/baza_geog_pok/church/bohu_001.xml [Архівовано 14 серпня 2019 у Wayback Machine.]

### Пожежа
7 червня 2019 року о 00 годин 59 хвилин через влучання блискавки в купол Свято-Троїцької церкви сталося її загоряння. За повідомленням о 6 годині ранку пожежу було ліквідовано. Ніхто не постраждав, старовинні ікони встигли повиносити, але купол церкви обвалився. 26 листопада 2019 року на церкву встановили новий купол.

## Святині
В храмі зберігаються три ікони — Пресвятої Богородиці «Достойно єсть Мілующая», святого великомученика і целителя Пантелеймона та Казанської Божої Матері, що самовідновилася. 